# Hu Nim
Hu Nim, znany również jako Phoas (ur. 27 lipca 1932, zm. 7 lipca 1977) – kambodżański polityk chińsko-khmerskiego pochodzenia. Urodził się w biednej wsi powiatu Prey Chhor w prowincji Kampong Cham. Po ukończeniu studiów, wyjechał do Paryża w 1955 roku i uzyskał dyplom na wydziale prawa. Początkowo należał do partii Sangkum Reastr Niyum (Ludowej Wspólnoty Socjalistycznej) króla Norodoma Sihanouka i w parlamencie był przedstawicielem prowincji Kampong Cham.
W październiku 1967 roku Nim dołączył do prokomunistycznego ruchu oporu. Po upadku rządu Lon Nola w 1975 i po przejęciu władzy przez Pol Pota, Hu Nim został ministrem ds. informacji i propagandy Demokratycznej Kampuczy. W 1977 roku został usunięty z partii i osadzony w Tuol Sleng. Zginął przed masowym grobem 7 lipca 1977 roku. Prawdziwe przyczyny usunięcia Hu Nima nie są znane ale podejrzewa się, że sympatyzował z grupą prowietnamskich komunistów kambodżańskich.